# George Isaak
George Richard Isaak (ur. 7 marca 1933 w Pilicy, Polska, zm. 5 czerwca 2005 w Birmingham, Anglia) – polsko-australijski fizyk i astronom (spektroskopia astronomiczna), jeden z pionierów asterosejsmologii, heliosejsmologii, związany z University of Birmingham.

## Życiorys
Urodził się w Pilicy przy ulicy Markowskiej, w ewangelickiej rodzinie od pokoleń mieszkającej w tym mieście (zob. luteranie w Polsce). Jego ojciec był leśnikiem. Po II wojnie światowej rodzina, pokonując wiele trudności, przedostała się do Niemiec i zamieszkała w okolicach Kolonii, gdzie George Isaak uczęszczał do gimnazjum (1945–1950). W roku 1950 wyjechał, wraz z rodziną, do Australii.  Ojciec został tam szefem farmy, a syn zaczął swoje amatorskie obserwacje nieba. W wieku kilkunastu lat otrzymał obywatelstwo australijskie. Został członkiem American Association of Variable Star Observers i studiował w University of Melbourne. W tym uniwersytecie uzyskał stopień Bachelor of Science fizyki (1955), a w roku 1958 tytuł Master of Science (według innych źródeł MSc otrzymał w University of Birmingham). W latach 1954–1956 był zatrudniony w Imperial Chemical Industries.
Po ukończeniu uniwersytetu pracował początkowo w ICI Research Labs (1959–1960), a następnie (od roku 1961) prowadził badania naukowe pod kierownictwem P.B. Moona w University of Birmingham, gdzie otrzymał doktorat fizyki w roku 1966. W tej samej uczelni zajmował w latach 1966–1969 stanowisko wykładowcy i 1969–1984 – starszego wykładowcy (od 1982 jako Reader in Physics), a w latach 1984–1996 – profesora fizyki. 
Po przejściu w roku 1996 na emeryturę przeniósł się do University of Minnesota, dysponującego  obserwatorium uniwersyteckim w pobliżu Tucson (Arizona). Pracował tam do roku 2005 jako Adjunct Professor w School of Physics and Astronomy.

## Zakres badań
W ICI Research Labs (Australia) G. Isaak zainicjował prace dotyczące rezonansowej spektroskopii Ramana (zob. też Efekt Ramana, rozpraszanie Rayleigha). W tym czasie opatentował konstrukcję spektrofotometru optycznego wysokiej rozdzielczości, umożliwiającego badania rezonansu promieniowania rozproszonego przez atomy (rozpraszanie ramanowskie). Projektowane przez niego urządzenia, wykorzystujące efekt Dopplera, były w kolejnych latach – po udoskonaleniach – stosowane przez inne zespoły astrofizyków do badań „oscylacji słonecznych” – ruchów materii w otoczce Słońca, nazywanych wówczas „oscylacjami pola prędkości” plazmy. Zostały one zaobserwowane w roku 1960 przez Roberta B. Leightona, a po 10 latach zinterpretowane przez Roberta K. Ulricha jako płynące z wnętrza Słońca fale akustyczne, związane z turbulentną konwekcją, zachodzącą w otoczce (mody typu p, wywołane fluktuacjami ciśnienia, spowodowanymi drganiami Słońca w jego częstotliwościach własnych). Stosując opracowaną przez siebie technikę spektroskopii astronomicznej, umożliwiającą obserwowanie przesunięć linii Fraunhofera, Isaak odkrył w roku 1979 5-minutowe oscylacje p w fotosferze Słońca (korzystał z urządzeń zainstalowanych latem 1973 roku na dachu Wydziału Fizyki Uniwersytetu w Birmingham). Wykazał również, że analogiczne techniki pozwalają określać wcześniej niewykrywalne zmiany orbit gwiazd i planet – jest uważany za jednego z pionierów heliosejsmologii i asterosejsmologii oraz współtwórców Birmingham Solar Oscillation Network (BiSON) – sieci sześciu automatycznych obserwatoriów do monitoringu oscylacji słonecznych, obsługiwanej przez High Resolution Optical Spectroscopy group (HIROS) w School of Physics and Astronomy (Birmingham).
Do znanych naukowych osiągnięć G. Isaaka należy również potwierdzenie, wspólnie z Johnem Broadhurstem, einsteinowskiej hipotezy o stałości prędkości światła.
Jest autorem ponad 150 artykułów naukowych na temat sejsmologii Słońca i gwiazd. 

## Wyróżnienia, odznaczenia, upamiętnienie
Był członkiem Royal Astronomical Society. Otrzymał w latach:
- 1985 – Max Born Medal and Prize od Institute of Physics i German Physical Society[12][11],
- 1993 – Medalem Hughesa od Royal Society[1][11],
- 1995 – Medal Herschela[1] (według innych źródeł w roku 1996)[11].

Dla jego upamiętnienia w University of Birmingham jest przyznawana George Isaak Prize – nagroda za wyróżniający się studencki projekt badawczy. Jest wspominany jako człowiek przyjazny i skromny, zarażający młodzież entuzjazmem do czystej nauki. 

## Życie osobiste
Ożenił się w roku 1964 z fizyczką, Umit Isaak. Mieli dwie córki: Erykę i Katherinę („Kate”). Pierwsza z nich została artystką plastyczką (szkło ozdobne), druga – astrofizyczką. Przyczyną jego śmierci był nowotwór.